# Cleveland (Tennessee)
Cleveland é uma cidade localizada no estado norte-americano de Tennessee, no Condado de Bradley.

## Demografia
Segundo o censo norte-americano de 2000, a sua população era de 37.192 habitantes.
Em 2006, foi estimada uma população de 38.627, um aumento de 1435 (3.9%).

## Geografia
De acordo com o United States Census Bureau tem uma área de
64,6 km², dos quais 64,6 km² cobertos por terra e 0,0 km² cobertos por água.

## Localidades na vizinhança
O diagrama seguinte representa as localidades num raio de 16 km ao redor de Cleveland.